# انواع نقد

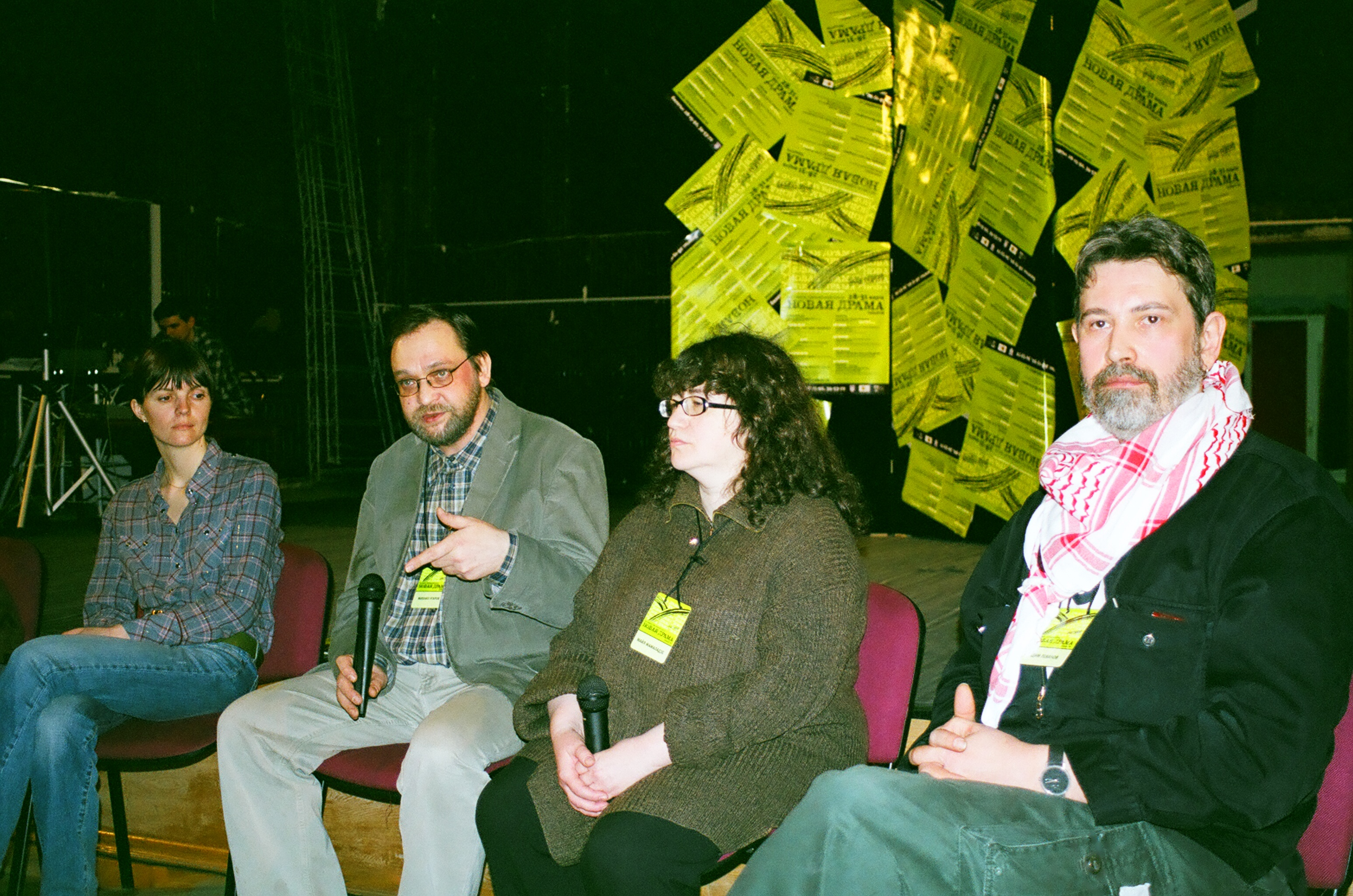
بحث "درام تولیاتی: زمینه روسی" در جشنواره تئاتر "درام جدید" در تولیاتی". از چپ به راست: منتقد تئاتر کریستینا ماتوینکو، کارگردان و نمایشنامه نویس میخائیل اوگاروف، منتقد تئاتر مایا مامالادزه، نمایشنامه نویس وادیم لوانوف. سالن مجلسی تئاتر "Koleso" در خیابان Leningradskaya، 31، Togliatti، روسیه مارس 2007.

نقد انواع مختلفی دارد. این انواع الزاماً مرزهای روشنی ندارند و خیلی از اوقات همپوشانی دارند.

## نقد منفی
نقد منفی یعنی اعلام اعتراض به چیزی، فقط با این هدف که نشان دهیم، آن‌چیز اشتباه، نادرست، غلط، بی‌معنا، مورد اعتراض یا بدنام است. این نوع نقد عموماً غیرقابل قبول بودن چیزی را بیان می‌کند. همچنین نقد منفی اغلب ، معادل با «حمله‌ی شخصی» تفسیر می‌شود. ممکن است هدف نقد منفی حمله‌ی شخصی نباشد، ولی این‌گونه تفسیر یا دیده شود.
نقد منفی ممکن است باعث شود، افراد مورد نقد احساس مورد هجوم قرار گرفتن یا توهین شدن داشته باشند، در نتیجه نقد را جدی نگیرند یا نسبت به آن عکس‌العمل بدی نشان دهند. که اغلب بیشتر به این مربوط است که چه مقدار نقد منفی وجود دارد و چقدر نقد یک‌هو منتقل شده است. افراد می‌توانند مقداری نقد منفی را تحمل کنند، اما ممکن است نتوانند، مقدار زیادی نقد منفی را تحمل کنند، حداقل همه‌اش را نمی‌توانند یک‌جا تحمل کنند.
مشکل نقد منفی اغلب این است که به افراد می‌گوید چه کاری را نمی‌توانند یا نباید انجام دهند یا به چه چیزی نباید باور داشته باشند، به جای این‌که به آن‌ها بگوید، چه کاری را می‌توانند، یا بهتر است انجام دهند(این‌که چه امکانات و گزینه‌هایی در دسترس هستند). در نتیجه این نوع نقد می‌توانند، به جای توانمندسازی افراد، آن‌ها را ناتوان کند. آن‌ها ممکن است به نقد منفی این‌گونه پاسخ دهند: «این‌ها همه خوب است ولی من نمی‌توان بر این اساس کاری انجام دهم.» یا ممکن است بگویند: «خوب که که چی؟»
به این‌حال گاهی ممکن است نقد منفی خیلی لازم باشد، مثلاً برای جلوگیری از یک‌سری کنش که برای افراد، آسیب‌زا باشد. یا شرایطی که در آن اگر افراد از ابراز نقد منفی بترسند، مشکلات موجود خیلی بدتر شوند.
وجه مثبت نقد منفی این است که می‌تواند محدودیت‌های یک دیدگاه(کنش یا موقعیت) را برای ما روشن کند تا واقع‌گراتر باشیم. گاهی لازم است به بعضی شرایط «نه» بگوییم(و روشن کنیم، چرا «نه»، «نه» است).
در دنیای امروزی، نقد منفی، برچسب «منفی بودن» (یا منفی‌بافی) می‌خورد، و افرادی که نقد منفی می‌کنند، ممکن است مورد سوء استفاده قرار بگیرند. به همین دلیل، این‌روزها بیشتر افراد به جای ابراز نقد منفی، ترجیح می‌دهند ساکت بمانند، یا به مسائل اطراف توجهی نشان ندهند، یا از صحنه غایب شوند.

## نقد سازنده
نقد سازنده می‌خواهد نشان دهد که می‌توان مقصود یا هدف یک کار را با یک رویکرد جایگزین بهتر برآورده کرد. در این حالت، نقد کردن الزاماً به معنای «اشتباه شمردن» نیست و هدف یک کار مورد احترام است، بلکه اعلام می‌شود که همان هدف را می‌توان از یک راه دیگر، به شکلی بهتر به دست آورد. نقدهای سازنده عموماً به شکل پیشنهادهایی برای بهبود هستند، مثل اینکه چطور می‌توان کارها را طوری انجام داد که بهتر و بیشتر مورد قبول باشد. این نوع نقد توجه را به این سمت جلب می‌کنند که «چطور یک مشکل مشخص را می‌توان حل کرد»، یا اینکه «چطور می‌توان آن را بهتر حل کرد».
نقد منفی و نقد سازنده، هردو استفاده‌های خاص خودشان را دارند، ولی معمولاً، برای یک نقد خوب، تلفیق این دو لازم است. همچنین گفته می‌شود که وقتی ایرادی در کاری پیدا می‌کنید، بهتر است که پیشنهادی برای بهتر شدن آن ارایه دهید. و عموماً هر قاعده‌ای برای رفتار از «بکن»ها و «نکن»ها تشکیل شده است. «کردن»ِ کاری، معمولاً به معنای «نکردن»ِ کاری دیگر است، و «نکردن»ِ کاری معادل «کردن»ِ کاری دیگر است. در نتیجه یک انتخاب آگاهانه بین «کردنِ این کار یا یک کار دیگر» وجود دارد که انجام هردو امکان پذیر نیست.
بنابراین برای جهت‌دادن رفتار، افراد نیاز دارند بدانند که چه چیزی مورد قبول است و چه چیزی مورد قبول نیست. اگر نقد تنها یک وجه آن را در نظر بگیرد و دیگری را فراموش کند، ممکن است اطلاعات ناقصی را منتقل کند، که واقعاً به درد جهت دادن رفتار یا راهنمایی نمی‌خورد. یکی از دلایل اساسی اینکه کار درستی نادیده گرفته می‌شود، یا مورد اهانت یا خرابکاری قرار می‌گیرد این است که جنبه‌های مثبت و منفی آن روشن نشده است.

## نقد مخرب
هدف نقد مخرب نابود کردن طرف دیگر است (مثل: «تو باید خفه شی و کاری که بهت می‌گن رو بکنی»). نقد مخرب تلاش می‌کند، که دیدگاه مقابل را بی‌اعتبار و بی‌ارزش نشان دهد. در بعضی شرایط، نقد مخرب کاملاً غیرقابل توجیه است و از جنس اذیت و آزار یا تهدید به حساب می‌آید، به‌خصوص اگر شامل «حمله‌ی شخصی» باشد. خودِ نقد مخرب عموماً مورد نقد قرار می‌گیرد، چون به جای تاثیر مثبت تاثیر تخریبی دارد.(البته اگر هیچ دلیلی برای مخرب بودنِ نقد ارائه نشود، این می‌تواند صرفاً یک اتهام یا بهانه باشد.)
در زمینه‌های سیاسی یا نظامی، گاهی ممکن است نقد مخرب لازم بنماید، مانند شرایط حفظ منابع یا حفظ جان افراد در میان یک گروه). یک ایده به تنهایی نمی‌تواند خطرناک باشد، ولی یک ایده که در شرایط خاصی بیان شده باشد، می‌تواند خطرساز شود، بنابراین ممکن است افرادی احساس کنند، که باید آن ایده را با نقدی بی‌رحمانه، خلع سلاح کرد.
اصطلاح «نقد مخرب» را همچنین در شرایطی به کار می‌برند که سطح نقد، حوزه یا شدت آن طوری باشد که تنها باعث خرابکاری شود . در این شرایط افراد فکر می‌کنند، نقد این‌قدر بزرگ است یا مقدارش آن‌قدر زیاد است، که فقط خرابی به بار می‌آورد. برای مثال، یک مناظره یا مجادله ممکن است تا حدی از کنترل خارج شود که هرکسی در حال جنگیدن با دیگران باشد و هیچ‌کس با دیگری موافق نباشد. در این حالت نقد به حد افراط رسیده است(با خاک یکسان کردن). صحبتی که برای مشخص کردن جنبه‌های ناهمساز یک موقعیت (یا چند ایده) شروع شده بود، تبدیل به آشوبی می‌شود که دیگر هیچ‌کس نمی‌تواند هیچ توافقی (یا وجه اشتراکی)با هیچ فرد دیگری داشته باشد.